# Logny-lès-Chaumont
Logny-lès-Chaumont est un village et une commune associée de Chaumont-Porcien et une ancienne commune française, située dans le département des Ardennes en région Grand Est.
Elle est rattachée, par association, à la commune de Chaumont-Porcien, le 1er mai 1974, en même temps que la commune de Wadimont.

## Géographie
Le village se trouve dans le département français des Ardennes, dans le Porcien. La commune avait une superficie de 2,56 km2

## Histoire
Par arrêté préfectoral du 22 avril 1974, la commune de Logny-lès-Chaumont est rattachée le 1er mai 1974 à la commune de Chaumont-Porcien sous la forme d'une fusion-association, en même temps que la commune de Wadimont.

## Administration

### Liste des maires
| Période                                  | Période | Identité | Étiquette | Qualité |
| ---------------------------------------- | ------- | -------- | --------- | ------- |
| Les données manquantes sont à compléter. |         |          |           |         |
|                                          |         |          |           |         |

### Liste des maires délégués
| Période                                  | Période | Identité | Étiquette | Qualité |
| ---------------------------------------- | ------- | -------- | --------- | ------- |
| Les données manquantes sont à compléter. |         |          |           |         |
|                                          |         |          |           |         |

## Démographie
| 1793 | 1800 | 1806 | 1821 | 1831 | 1836 | 1841 | 1846 | 1851 |
| ---- | ---- | ---- | ---- | ---- | ---- | ---- | ---- | ---- |
| 151  | 165  | 174  | 181  | 165  | 151  | 165  | 163  | 160  |

| 1856 | 1861 | 1866 | 1872 | 1876 | 1881 | 1886 | 1891 | 1896 |
| ---- | ---- | ---- | ---- | ---- | ---- | ---- | ---- | ---- |
| lac. | lac. | 146  | 135  | 133  | 136  | 115  | 130  | 109  |

| 1901 | 1906 | 1911 | 1921 | 1926 | 1931 | 1936 | 1946 | 1954 |
| ---- | ---- | ---- | ---- | ---- | ---- | ---- | ---- | ---- |
| 99   | 87   | 76   | 77   | 76   | 71   | 67   | 62   | 68   |

| 1962 | 1968 | 1975 | 1982 | 1990 | 1999 | 2008 | 2013 | - |
| ---- | ---- | ---- | ---- | ---- | ---- | ---- | ---- | - |
| 53   | 42   | -    | -    | 33   | 32   | 32   | 25   | - |

Histogramme

(élaboration graphique par Wikipédia)